# Iapy Ouasso
 (mars 2024).
Iapy Ouasso (portugais : Japiaçu) est un morubixaba (chef) de l'île Upaon-Açu (à l'époque de Maragnan, acutuellement de São Luís). Il aurait eu une fille nommée Ana.